# Nadia Haro Oliva
Nadia Haro Oliva (Montcornet, Francia, 11 de abril de 1918 - Ciudad de México, 17 de enero de 2014), registrada al nacer como Albertina Charlotte Boudesoque Noblecourt, fue una esgrimista y actriz francomexicana.

## Biografía y carrera
En su juventud fue modelo de una casa de modas en París, por lo que posteriormente se convirtió en modista. Cuando tenía 18 años conoció a quien sería su esposo, el coronel mexicano Antonio Haro Oliva, quien se encontraba como agregado militar en dicha ciudad. 
Destacó como atleta y esgrimista, participando en los Juegos Olímpicos de Berlín 1936. La labor como militar de Antonio los obligó a dejar París y volver a México, en donde se casaron. Nadia continuó como esgrimista; sin embargo, después de los Juegos Olímpicos de Londres 1948, por insistencia y recomendación de un amigo cercano de la pareja, se inició en la actuación.[cita requerida]
Víctor Moya, un amigo de la pareja que tenía una compañía escénica, invitó a Nadia a formar parte de su compañía. De esta manera, tomó el nombre y el apellido de su marido como "nombre artístico", lo cual se estilaba en esos años, y debutó como actriz en la obra Los de abajo, en 1950, y en La hora soñada, de Anna Bonacci, en 1952. En 1956, participó en la película Donde el círculo termina, compartiendo créditos con Sara Montiel, Raúl Ramírez, Antonio Raxel, y Jorge Martínez de Hoyos. En 1958, protagonizó junto a Carlos Riquelme la película Misterios de la magia negra, compartiendo créditos con Aldo Monti, Carlos Ancira, Angelines Fernández, entre otros.[cita requerida]
En 1959, participó en la película Yo pecador, junto a Pedro Armendáriz, Anita Blanch, Elizabeth Dupeyrón, Sara García, Miguel Arenas, José Mojica, Enrique Rambal, Libertad Lamarque y Manola Saavedra, entre otros.[cita requerida]
A principios de la década de los 60, participó en la película Amor en la sombra (1960) protagonizada por Libertad Lamarque y Enrique Rambal. En 1962 el productor Luis Buñuel la llamó para incorporarse al elenco de la película El ángel exterminador protagonizada por Silvia Pinal, Enrique Rambal, y con las actuaciones estelares de Jacqueline Andere, Claudio Brook, Ofelia Guilmáin y Tito Junco, entre otros como Luis Beristáin, Ofelia Montesco y Bertha Moss .[cita requerida]
Regresó al cine con una participación estelar en la película del productor René Cardona Jr. en 1967 titulada: El día de la boda, protagonizada por Mauricio Garcés, Enrique Rambal, Lucy Gallardo, Elsa Aguirre, Irma Lozano, entre otros. En 1969 René Cardona Jr. le dio la oportunidad de participar en la película El matrimonio es como el demonio junto a Elsa Aguirre, Mauricio Garcés, Evangelina Elizondo e Isela Vega, entre otros.[cita requerida]
En la década de los 70, 80, se limitó a participar en telenovelas, en las que solía interpretar a mujeres fuertes o bien a villanas, como en las telenovelas Gabriel y Gabriela de Patricia Lozano y Teresa de Lucy Orozco; en ambas interpretó a madres manipuladoras e inescrupulosas. En 1990 Carla Estrada la invitó a la telenovela Amor de nadie, donde Nadia interpretó a una francesa. En 2004, debido a un accidente al caerse de las escaleras de su casa, su salud se vio muy deteriorada y eso la obligó a dejar los escenarios.[cita requerida]
En 2009, vendió el Teatro Arlequín al productor Antonio Calvo; sin embargo, ambos entablaron una demanda contra el productor Alejandro Medina, pues este lo seguía ocupando sin el consentimiento de la actriz ni de Calvo. Medina rentó el teatro en 2007. A pesar de las insistencias de la actriz, Medina nunca firmó el contrato de renta, por lo que la actriz, debido a su precaria situación económica y su estado de salud, decidió vendérselo a Calvo.[cita requerida]
A los casi 96 años de edad, la actriz murió en su casa la mañana del 17 de enero de 2014.[cita requerida]

## Trayectoria

### Telenovelas
- Amor de nadie (1990-1991).... Marie
- Teresa (1989-1990).... Eulalia Garay
- Pobre señorita Limantour (1987)
- Herencia maldita (1986-1987).... Janet
- Los años pasan (1985)
- La fiera (1983-1984).... Elisa
- Gabriel y Gabriela (1982-1983).... Carolina Iturbide
- Los Pardaillan (1981).... Juana de Navarra
- J.J. Juez (1979-1980).... Paulette Villamora
- La búsqueda (1966)

### Teatro
- Esa monja no
- Nina
- La Vedette y el cardenal
- La hora soñada
- Madame Bovary
- Los de abajo (1950)
- La hora soñada (1952)
- Tovarich
- Amor a la fuerza
- El amor de cuatro coroneles
- Pigmaleon
- Contigo sí
- La pícara Coco

Entre otras

### Cine
- El matrimonio es como el demonio (1969)... Elena
- El día de la boda (1967)... Elena
- Cuernavaca en primavera (1966)... en el segmento "El Bombom"
- El ángel exterminador (1962)... Ana Maynar
- Amor en la sombra (1960)
- Yo pecador (1959)
- Misterios de la magia negra (1957)... Eglé Elohim
- Donde el círculo termina (1956)